# Strato van Sardeis
Strato van Sardeis (Gr. Στράτων) was een dichter van pederastische epigrammen uit de stad Sardeis in Lydië. Hij leefde in de 2e eeuw, vermoedelijk in de tijd van keizer Hadrianus. Zijn homo-erotische gedichtjes zijn bewaard in het twaalfde boek van de Griekse Anthologie onder de titel De jongensmuze van Strato van Sardeis (Στράτωνος τοῦ Σαρδιανοῦ Παιδικὴ Μοῦσα / Strátonos toũ Sardianoũ Paidikế Moũsa). Naast Strato's gedichten is het boek aangevuld met bijdragen van Alkaios, Kallimachos, Meleagros en anderen over hetzelfde thema, waarschijnlijk door latere compilatoren. Rond het jaar 900 nam Konstantinos de Kefaliër het boek op in zijn eigen grote bloemlezing. Van de 258 epigrammen die het bevat, zijn er een kleine honderd op naam van Strato. Ze vallen op door hun franke directheid. Op een toon die nooit vrij is van ironie bezingt hij zijn exclusieve voorkeur voor de knapenliefde. Hij is seksueel expliciet maar speelt tegelijk met de conventies van het genre. Boek 11 van de Griekse Anthologie bevat ook enkele niet-pederastische puntdichten van Strato.

## Uitgaven
- Maria Elisabetta Giannuzzi, Stratone di Sardi. Epigrammi, 2007, ISBN 9788882356408
Tweetalige editie Grieks-Italiaans met de 105 bewaarde epigrammen van Strato uit de boeken 11 en 12.
- Daryl Hine, Puerilities. Erotic Epigrams of 'The Greek Anthology', 2001, ISBN 9780691088204
Tweetalige editie Grieks-Engels met de 258 epigrammen van boek 12.

## Nederlandse vertaling
Een deel van Strato's werk is beschikbaar in een vrije vertaling op rijm:
- Charles Vergeer, Strato van Sardeis. Knapenliedboek, 1976, ISBN 9029537698